# Charles Stoddart
Pour les articles homonymes, voir Stoddart.
Le colonel Charles Stoddart (Ipswich, 23 juillet 1806 – Boukhara, 17 juin 1842 ) est un officier et un diplomate britannique. Il se rendit célèbre par son rôle en Asie centrale, dans ce qu'il est convenu d’appeler le Grand Jeu.

## Biographie
Charles Stoddart, fils du major Stephen Stoddart (1763-1812) et de Katherine Randal (1773–1824), est formé à la Norwich School (en). Il est nommé officier dans le Royal Staff Corps (corps du génie militaire) en sortant du Collège militaire royal de Sandhurst, le 15 mars 1823,.
Il quitte l'armée le 7 février 1834 avec le grade de capitaine, et, après divers postes dans l'administration militaire à Londres, il devient en 1835 le secrétaire militaire de l'envoyé britannique en Perse, Henry Ellis (en). En 1838, devenu lieutenant-colonel, il fait partie de l'état-major de John McNeill, ambassadeur auprès de Mohammad Shah Qajar. Il participe à ce titre aux négociations mettant fin au siège d'Hérat par les troupes du shah le 9 septembre 1838. Après la levée du siège, il entre dans Hérat et y rencontre  Eldred Pottinger. Alors que se prépare l'attaque britannique sur l'Afghanistan, il est envoyé en émissaire auprès de l'émir de Boukhara, Nasrallah Khan, afin de l'assurer qu'il n'a rien à craindre de cette offensive. Il doit également lui proposer un traité d'amitié avec la Grande-Bretagne, et l'inciter à libérer les esclaves russes présents dans son émirat, afin d'ôter au tsar tout prétexte pour l'attaquer.

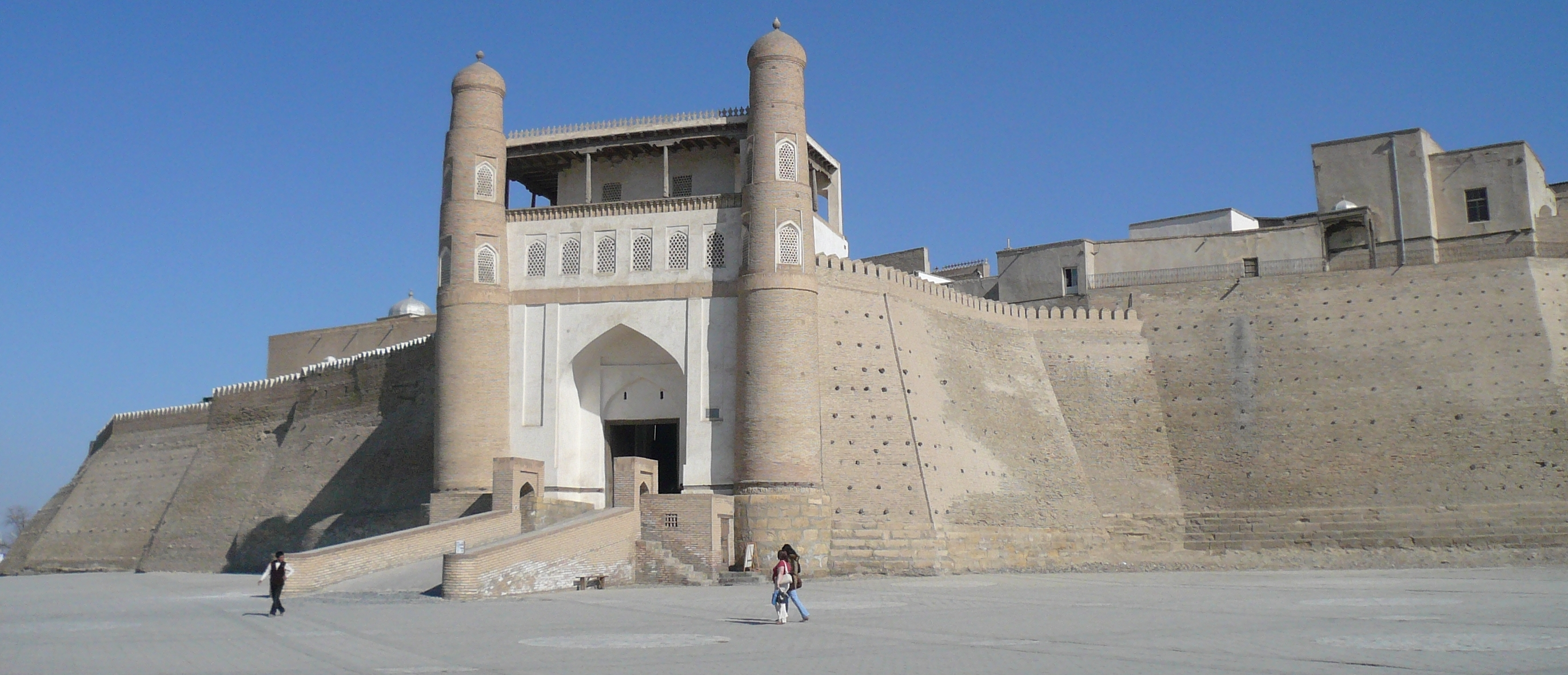
La forteresse de l'Ark à Boukhara

Arrivé à Boukhara le 17 décembre 1838, Charles Stoddart, après une première audience, est jeté au cachot sur ordre de l'émir. Les raisons de cet emprisonnement sont mal connues : rumeurs faisant de Stoddart un espion russe, maladresses protocolaires de celui-ci, ou méconnaissance des usages locaux. Quoi qu'il en soit, il devient le jouet des négociations entre l'émir et les Britanniques, et ses conditions de détention fluctuent en fonction de leur évolution, et des succès ou des échecs rencontrés par ses compatriotes dans la région.
Le 10 novembre 1841, le capitaine Arthur Conolly arrive à son tour à Boukhara, avec l'objectif de faire libérer Stoddart. Mais la nouvelle du désastre de Gandamak amène l'émir à emprisonner également Conolly. Le 17 juin 1842, les deux hommes sont amenés sur la place s'étendant devant la citadelle de l'émir (l'Ark). Devant la foule silencieuse, ils sont contraints de creuser leur propre tombe. Le colonel Stoddart dénonce à voix haute la tyrannie de l'émir, avant d'être décapité le premier, suivi de son compagnon d'infortune. Les corps des deux hommes reposent depuis sous la place, en compagnie des nombreuses autres victimes de la justice de l'émir.
La nouvelle de cette double exécution eut un grand retentissement au Royaume-Uni. Les amis des deux hommes accusèrent les autorités de Londres et de Calcutta de les avoir abandonnés à leur triste sort, et de ne rien avoir tenté ni pour les délivrer, ni pour les venger. Grâce à une souscription, le révérend Joseph Wolff entreprend une expédition pour vérifier le sort des deux agents. Il en réchappe lui-même de justesse, et publie en 1845 un compte rendu détaillé de son voyage en Asie Centrale (Narrative of a Mission to Bokhara), qui fait de Conolly et Stoddart des noms familiers à tous les Britanniques dans les années suivantes.
Cette double exécution provoque l'interdiction pendant plusieurs années (au moins jusqu'en 1868) de toute expédition officielle hors des frontières de l'Inde, sauf autorisation spéciale du vice-roi.
Une espèce de lézard sri-lankais est nommée Ceratophora stoddartii en l'honneur de Charles Stoddart.